# Asplenium × lobmingense
Asplenium × lobmingense là một loài dương xỉ trong họ Aspleniaceae. Loài này được Lovis, Melzer & Reichst. mô tả khoa học đầu tiên năm 1981.
Danh pháp khoa học của loài này chưa được làm sáng tỏ. 